# Saint-Laurent-sur-Manoire
Saint-Laurent-sur-Manoire is een plaats en voormalige  gemeente in het Franse departement Dordogne in de regio Nouvelle-Aquitaine. De plaats maakt deel uit van het arrondissement Périgueux.

## Geschiedenis
De gemeente is op 1 januari 2016 gefuseerd met Atur en Boulazac tot de commune nouvelle Boulazac Isle Manoire.

## Geografie
De oppervlakte van Saint-Laurent-sur-Manoire bedraagt 10,4 km².
De onderstaande kaart toont de ligging van Saint-Laurent-sur-Manoire met de belangrijkste infrastructuur en aangrenzende gemeenten.

## Demografie
In 1999 telde Saint-Laurent-sur-Manoire 765 inwoners en in 2019 1007 inwoners (96  inw. per km²).
Onderstaande figuur toont het verloop van het inwonertal.
Atur · Boulazac · Saint-Laurent-sur-Manoire · Sainte-Marie-de-Chignac